# Gradovna v Radlinu
Gradovna v Radlinu (polsky Tężnia w Radlinie) je léčebný a rekreační volně přístupný objekt v Radlinu v okrese Wodzisław ve Slezském vojvodství. Jde o první gradovnu postavenou v průmyslové části polského Slezska. Byla vybudována v roce 2014.

## Další informace
Dřevěná stavba je 8,2 m vysoká, 3,95 m široká a 24 m dlouhá. Gradovna nabízí inhalace solanky (roztokem vody a soli s jódem). Solanka byla nebo je dodávána ze Záblatí (Zabłocie) v okrese Těšín, Ciechocinku v okrese Aleksandrów nebo Dubovec (Dębowiec) v okrese Těšín. V roce 2016 gradovna v Radlinu získala vyznamenání v soutěži o nejlepší veřejný prostor Slezského vojvodství. V roce 2017 bylo místo rozšířeno o brouzdaliště pro vodoléčebnou metodu Sebastiana Kneippa. V místě se také nachází odpočinková zóna, kde je malý park s lavičkami a rybníkem.

## Galerie

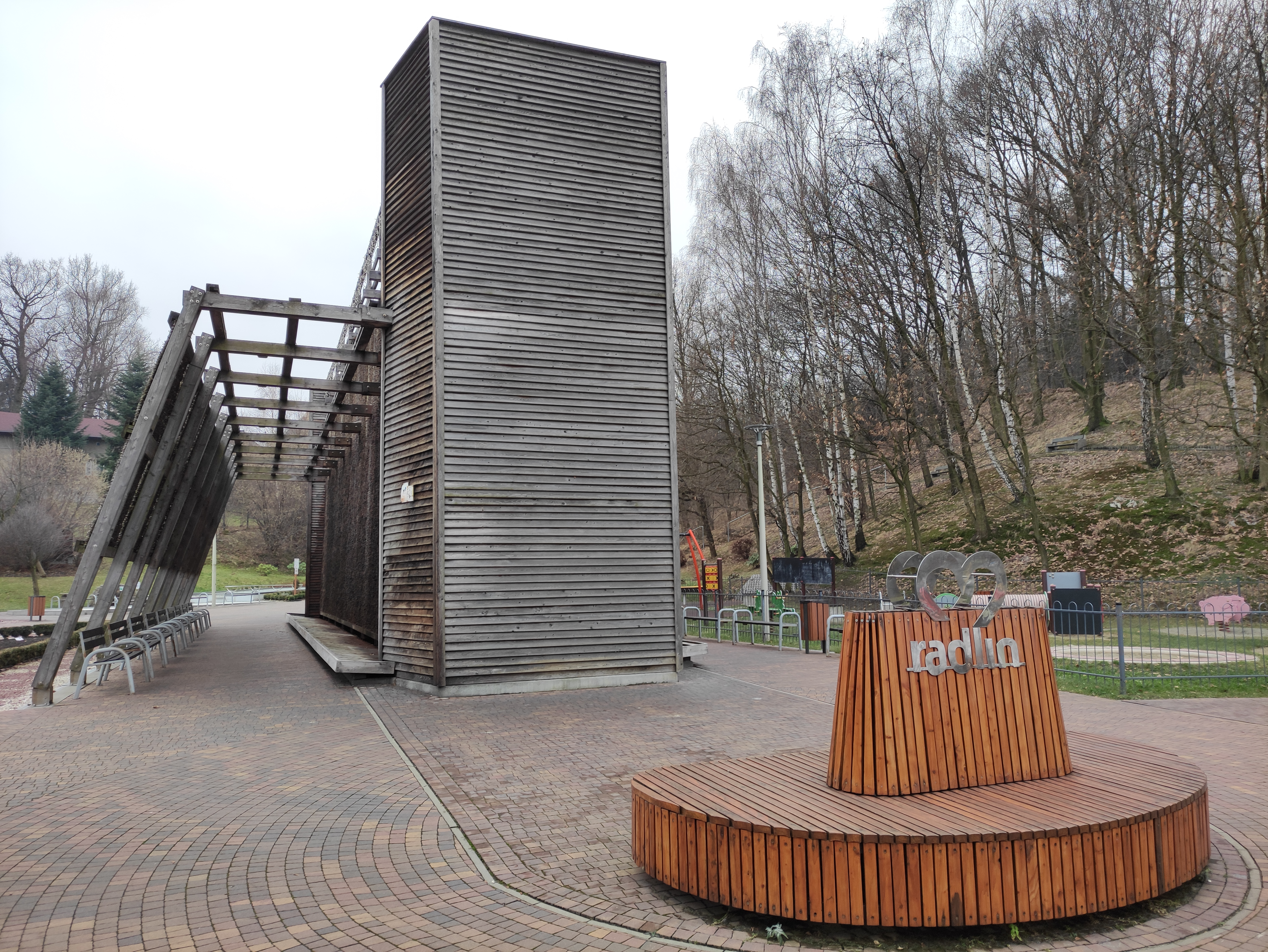
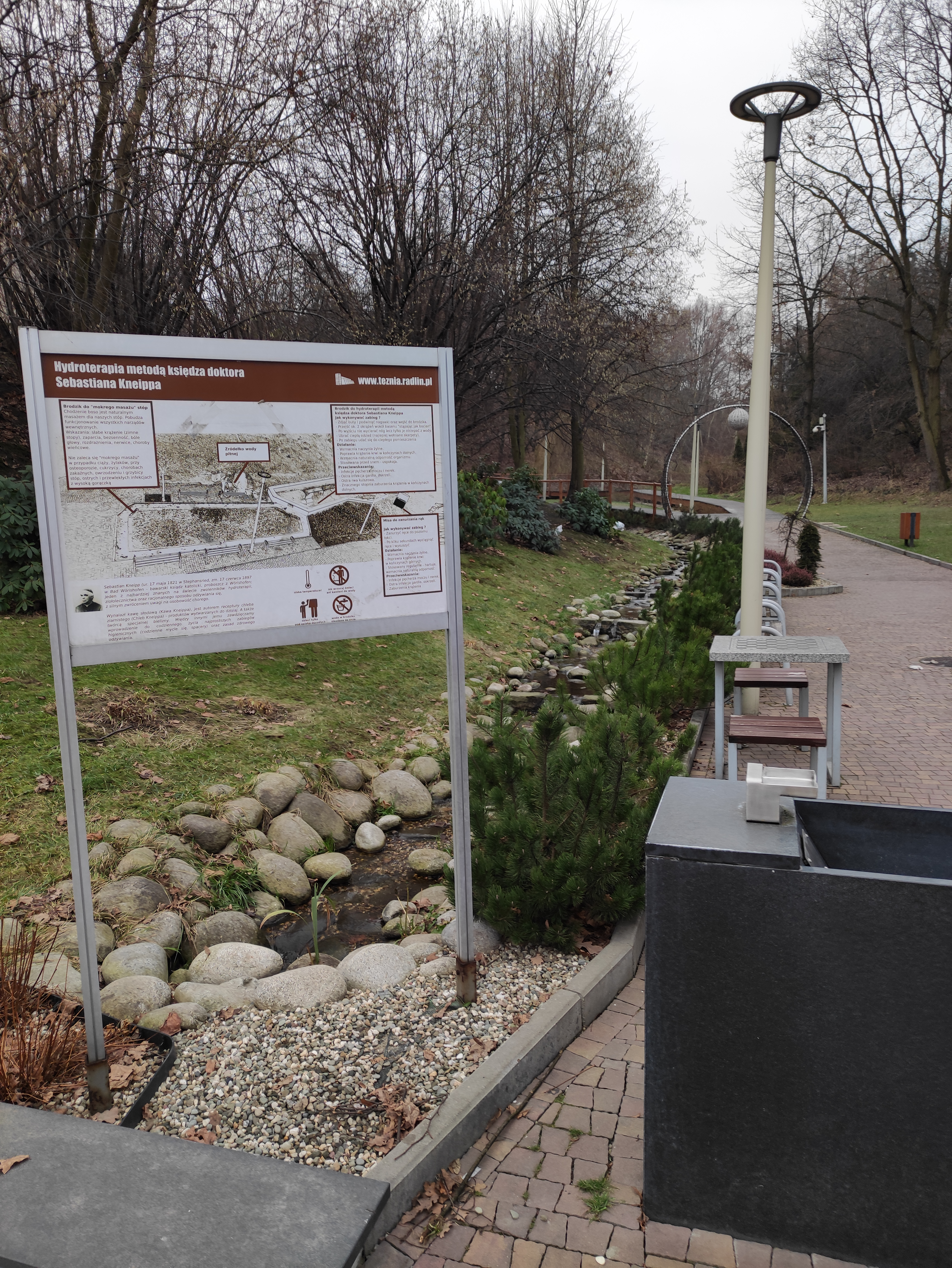
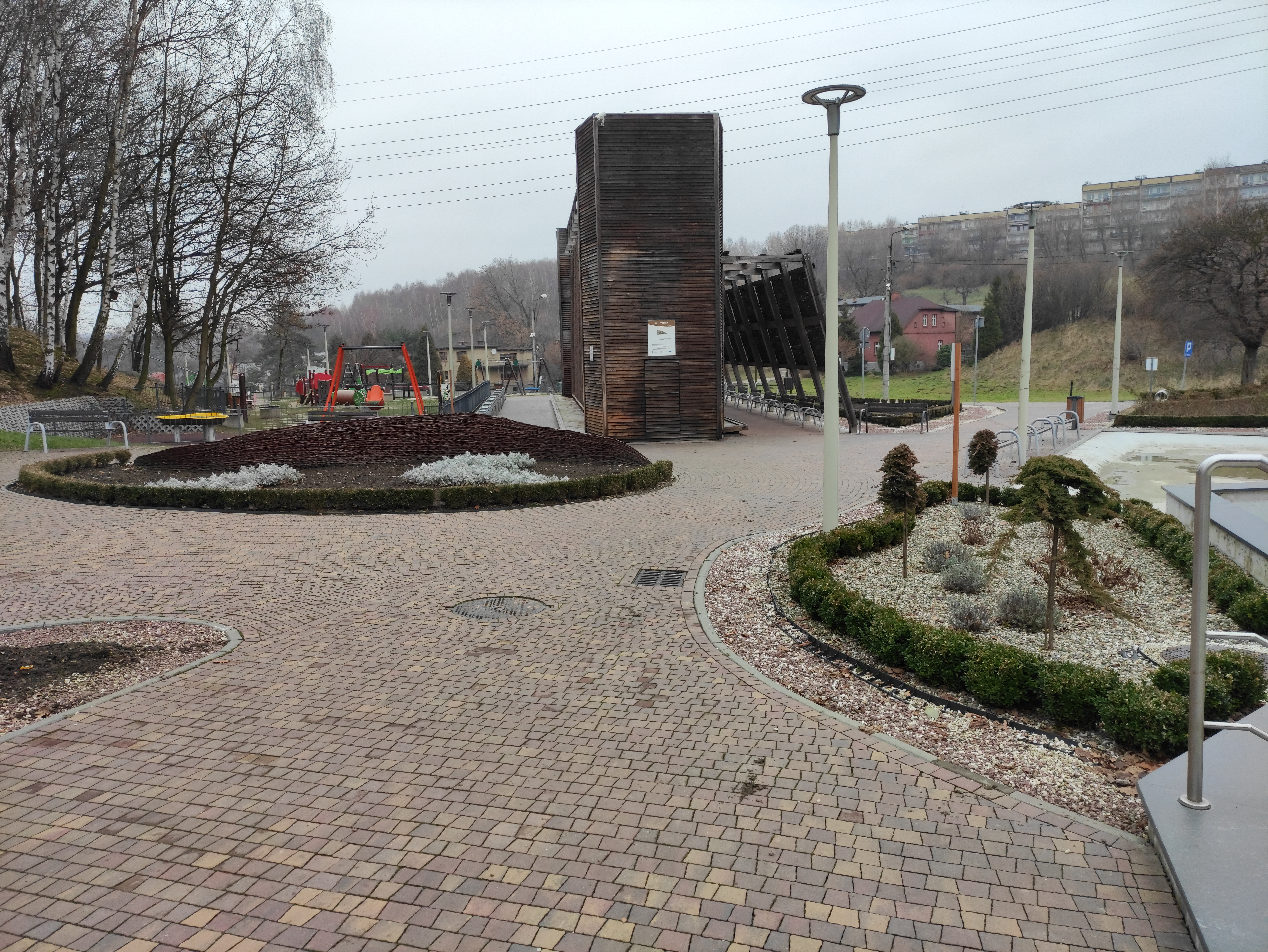
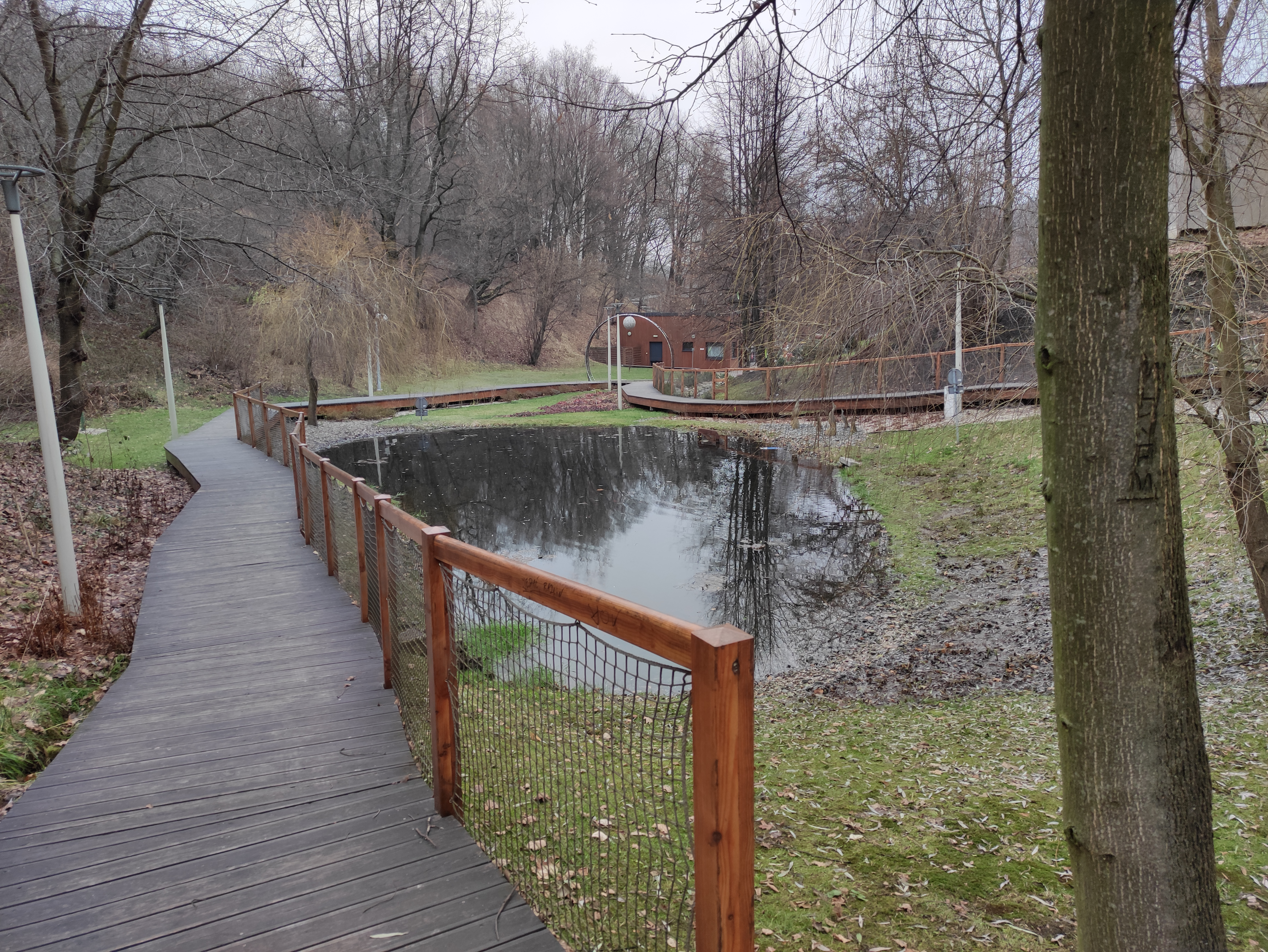